# Hellesylt
Hellesylt är en tätort och kyrkby i Stranda kommun i Møre og Romsdal fylke i västra Norge. Orten ligger vid fylkesväg 60, längst inne vid Sunnylvsfjorden. Här finns Sunnylvens kyrka.
Orten utgjorde tidigare centralort i dåvarande Sunnylvens kommun.

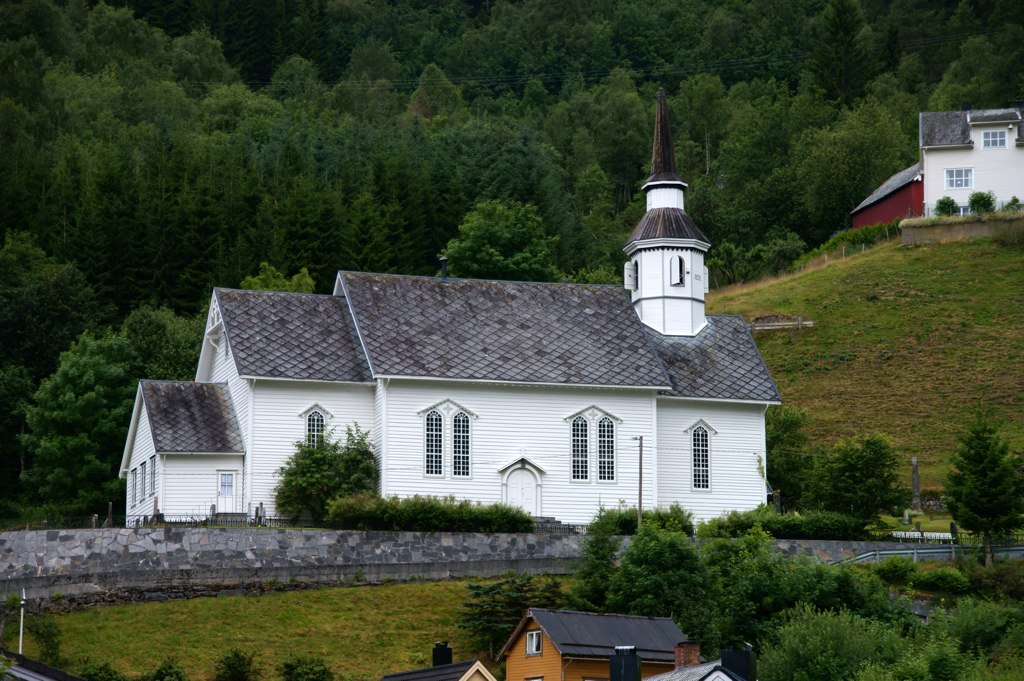
Sunnylvens kyrka.